# Hammadoun Dicko
Pour les articles homonymes, voir Dicko.
Hammadoun Dicko est un homme politique malien né en 1924 à Diona (alors Soudan français, actuellement Mali) et mort en 1964 à Kidal.

## Biographie
Hammadoun Dicko est le fils d’un chef de village né en 1924 dans le village peul de Diona. Il étudie à l’école de Douentza, puis à Mopti et au lycée Terrasson de Fougères (Bamako). Il poursuit ensuite l’École normale William-Ponty de Dakar.
Il est nommé instituteur en 1947. Il exerce d’abord à Bafoulabé puis à Kolokani.

## Carrière politique
Hamadoun Dicko est élu député en 1951 sur la liste du Parti soudanais progressiste (PSP), conduite par Fily Dabo Sissoko. Le PSP, partisan de l’application intégrale de la Constitution de 1946 et souhaite des réformes économiques et sociales : code du travail, aide à l’enseignement, revalorisation et égalisation des pensions d’anciens combattants, modernisation des transports, adaptation de la fiscalité, nouveau régime foncier reconnaissant les droits des autochtones, développement des coopératives, arrive en tête devant l’Union soudanaise-Rassemblement démocratique africain (US-RDA). Il siège dans le groupe de la SFIO.
Plus jeune député. Hammadoun Dicko devient membre de la Commission des pensions et de la Commission des immunités parlementaires, puis, en 1954, de la Commission des territoires d’outre-mer dont il devient secrétaire le 19 janvier 1955. Il propose que Ségou devienne une commune de plein exercice.
En 1956, Hammadoun Dicko, en deuxième position sur la liste du PSP est réélu député. Le PSP est cependant devancé par l’US-RDA. Hammadoun Dicko devient membre de la Commission des territoires d’outre-mer.
Hammadoun Dicko est nommé le 1er février 1956 secrétaire d’État à l’industrie et au commerce dans le gouvernement de Guy Mollet. Le 17 mars 1956, il est nommé secrétaire d’État à la présidence du Conseil dans le Gouvernement Guy Mollet, fonction qu’il occupe jusqu’au 13 juin 1957. Il devient ensuite secrétaire d’État à la France d’outre-mer du 17 juin au 6 novembre 1957 dans le Gouvernement Maurice Bourgès-Maunoury et secrétaire d’État à l’Éducation nationale du 18 novembre 1957 au 14 mai 1958 dans le Gouvernement Félix Gaillard.
Après l’indépendance du Mali en 1960, il devient un opposant au président Modibo Keïta. Hammadoun Dicko et Fily Dabo Sissoko sont accusés d’être les instigateurs des émeutes de commerçants survenues à Bamako le 20 juillet 1962. Les commerçants avaient marché sur le commissariat central de Bamako pour exiger la libération de leur leader Kassoum Touré, arrêté quelques heures plus tôt parce qu’il s’opposait à la politique de Modibo Keïta, notamment  la création du franc malien. Ils sont inculpés pour avoir organisé un complot et commis un attentat contre la sûreté de l’État et déférés avec d’autres opposants devant un tribunal populaire du 24 au 27 juillet 1962. Le tribunal délibère le 1er octobre 1962 et condamne à la peine de mort Hammadoun Dicko, Fily Dabo Sissoko et Kassoum Touré. Face à la pression internationale, leur peine sera commuée à une peine de travaux forcés à perpétuité. Il meurt en détention à Kidal en 1964, certainement exécuté,